# Банак, Лукаш
Лу́каш Ба́нак (пол. Łukasz Banak; род. 4 сентября 1983, Мендзыжеч) — польский борец греко-римского стиля, представитель супертяжёлой весовой категории. Выступает за сборную Польши по борьбе начиная с 2006 года, чемпион мира среди военнослужащих, бронзовый призёр Всемирных военных игр в Индии, участник летних Олимпийских игр в Лондоне.

## Биография
Лукаш Банак родился 4 сентября 1983 года в городе Мендзыжеч Любушского воеводства (некоторые источники местом рождения указывают городок Тшцель, расположенный неподалёку от Мендзыжеча). Занимался борьбой в спортивном клубе «Силезия» во Вроцлаве, проходил подготовку под руководством тренера Йозефа Трача. С декабря 2004 года проходит службу в Сухопутных войсках Польши, имеет звание рядового первого класса.
Как спортсмен впервые заявил о себе в 2006 году, когда вошёл в основной состав польской национальной сборной и выиграл серебряную медаль на чемпионате Международного совета военного спорта в Баку. Год спустя в супертяжёлом весе взял бронзу на летних Всемирных военных играх в Хайдарабаде.
Боролся на чемпионате мира 2009 года в Хернинге, однако проиграл уже в 1/32 финала.
В 2010 году одержал победу на чемпионате мира среди военнослужащих в Лахти, тогда как на главном мировом первенстве в Москве был остановлен на стадии 1/16 финала титулованным кубинцем Михаином Лопесом.
На чемпионате мира 2011 года в Стамбуле добрался до полуфинала, где вновь встретился с Михаином Лопесом и снова проиграл ему. В утешительном поединке за третье место потерпел поражение от иранца Башира Бабажанзаде.
Благодаря череде удачных выступлений Банак удостоился права защищать честь страны на летних Олимпийских играх 2012 года в Лондоне — в зачёте супертяжёлой весовой категории благополучно прошёл своего первого соперника в 1/8 финала, но затем проиграл эстонцу Хейки Наби, не сумев набрать против него ни одного очка. В утешительной стадии был побеждён представителем Белоруссии Иосифом Чугошвили. Таким образом, расположился в итоговом протоколе соревнований на десятой строке.
После лондонской Олимпиады Лукаш Банак остался в основном составе борцовской команды Польши и продолжил принимать участие в крупнейших международных турнирах. Так, в 2013 году он завоевал бронзовую медаль на чемпионате мира среди военнослужащих в Тегеране.
В 2016 году выступал на чемпионате Европы в Риге, где уже в первом же поединке уступил украинцу Александру Чернецкому, тогда как в утешительном раунде не смог побороть Сабаха Шариати из Азербайджана. Пытался пройти отбор на Олимпийские игры в Рио-де-Жанейро, но на всемирной олимпийской квалификации в Стамбуле дошёл только до четвертьфинала.